# Geografski informacijski sistem imen
Geografski informacijski sistem imen oz. Geographic Names Information System (GNIS) je podatkovna baza, ki vsebuje imena in informacije o lokacijah več kot dveh milijonov fizičnih in kulturnih objektov in lokacij v Združenih državah Amerike. 
GNIS je razvil Geološki zavod Združenih držav Amerike v sodelovanju z Odborom ZDA za geografska imena (BGN) z namenom spodbujanja standardizacije imen objektov in lokacij.